# Екердревіль-Енневіль
Екердреві́ль-Енневі́ль (фр. Équeurdreville-Hainneville) — колишній муніципалітет у Франції, у регіоні Нормандія, департамент Манш. Населення — 17 386 осіб (2011).
Муніципалітет був розташований на відстані близько 310 км на захід від Парижа, 110 км на північний захід від Кана, 75 км на північний захід від Сен-Ло.

## Історія
До 2015 року муніципалітет перебував у складі регіону Нижня Нормандія. Від 1 січня 2016 року належав до нового об'єднаного регіону Нормандія.
1 січня 2016 року Екердревіль-Енневіль, Шербур-Октевіль, Ла-Гласері, Керкевіль i Турлавіль було об'єднано в новий муніципалітет Шербур-ан-Котантен.

## Демографія
Динаміка населення (INSEE ):
Розподіл населення за віком та статтю (2006):
| Стать | Всього | До 15 років | 15-24 | 25-44 | 45-64 | 65-85 | Понад 85 |
| --- | ------ | ----------- | ----- | ----- | ----- | ----- | -------- |
| Чоловіки | 8567   | 1780        | 1075  | 2388  | 2247  | 994   | 83       |
| Жінки | 8947   | 1781        | 1080  | 2357  | 2143  | 1377  | 209      |
| \| Статево-вікова піраміда \| Статево-вікова піраміда \| Статево-вікова піраміда \| \| ----------------------- \| ----------------------- \| ----------------------- \| \| Чоловіки \| Вік \| Жінки \| \| 83 \| 85 + \| 209 \| \| 177 \| 80-84 \| 275 \| \| 213 \| 75-79 \| 363 \| \| 248 \| 70-74 \| 393 \| \| 356 \| 65-69 \| 346 \| \| 356 \| 60-64 \| 365 \| \| 521 \| 55-59 \| 542 \| \| 655 \| 50-54 \| 588 \| \| 715 \| 45-49 \| 648 \| \| 714 \| 40-44 \| 705 \| \| 617 \| 35-39 \| 629 \| \| 555 \| 30-34 \| 584 \| \| 502 \| 25-29 \| 439 \| \| 442 \| 20-24 \| 443 \| \| 633 \| 15-20 \| 637 \| \| 613 \| 10-14 \| 647 \| \| 590 \| 5-9 \| 615 \| \| 577 \| 0-4 \| 519 \| |        |             |       |       |       |       |          |
| Статево-вікова піраміда |        |             |       |       |       |       |          |
| Чоловіки | Вік    | Жінки       |       |       |       |       |          |
| 83 | 85 +   | 209         |       |       |       |       |          |
| 177 | 80-84  | 275         |       |       |       |       |          |
| 213 | 75-79  | 363         |       |       |       |       |          |
| 248 | 70-74  | 393         |       |       |       |       |          |
| 356 | 65-69  | 346         |       |       |       |       |          |
| 356 | 60-64  | 365         |       |       |       |       |          |
| 521 | 55-59  | 542         |       |       |       |       |          |
| 655 | 50-54  | 588         |       |       |       |       |          |
| 715 | 45-49  | 648         |       |       |       |       |          |
| 714 | 40-44  | 705         |       |       |       |       |          |
| 617 | 35-39  | 629         |       |       |       |       |          |
| 555 | 30-34  | 584         |       |       |       |       |          |
| 502 | 25-29  | 439         |       |       |       |       |          |
| 442 | 20-24  | 443         |       |       |       |       |          |
| 633 | 15-20  | 637         |       |       |       |       |          |
| 613 | 10-14  | 647         |       |       |       |       |          |
| 590 | 5-9    | 615         |       |       |       |       |          |
| 577 | 0-4    | 519         |       |       |       |       |          |

## Економіка
2010 року серед 11 235 осіб працездатного віку (15—64 років) 7896 були активними, 3339 — неактивними (показник активності 70,3%, у 1999 році було 68,7%). З 7896 активних мешканців працювало 6968 осіб (3672 чоловіки та 3296 жінок), безробітними було 928 (428 чоловіків та 500 жінок). Серед 3339 неактивних 1136 осіб було учнями чи студентами, 1166 — пенсіонерами, 1037 були неактивними з інших причин.

У 2010 році в муніципалітеті числилось 7347 оподаткованих домогосподарств, у яких проживали 17223,0 особи, медіана доходів виносила 18 676 євро на одного особоспоживача

## Галерея зображень

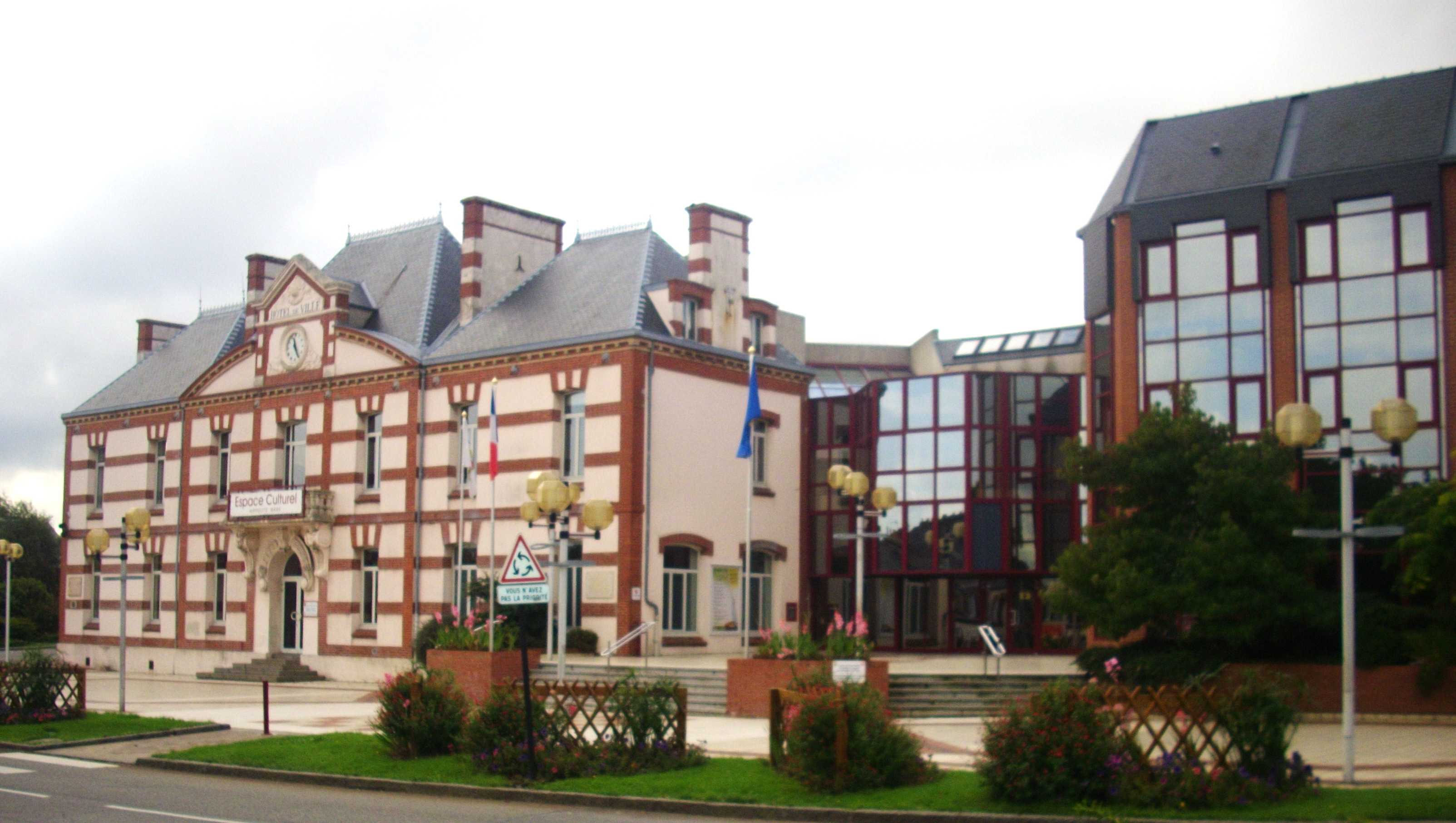
Ратуша та культурний центр
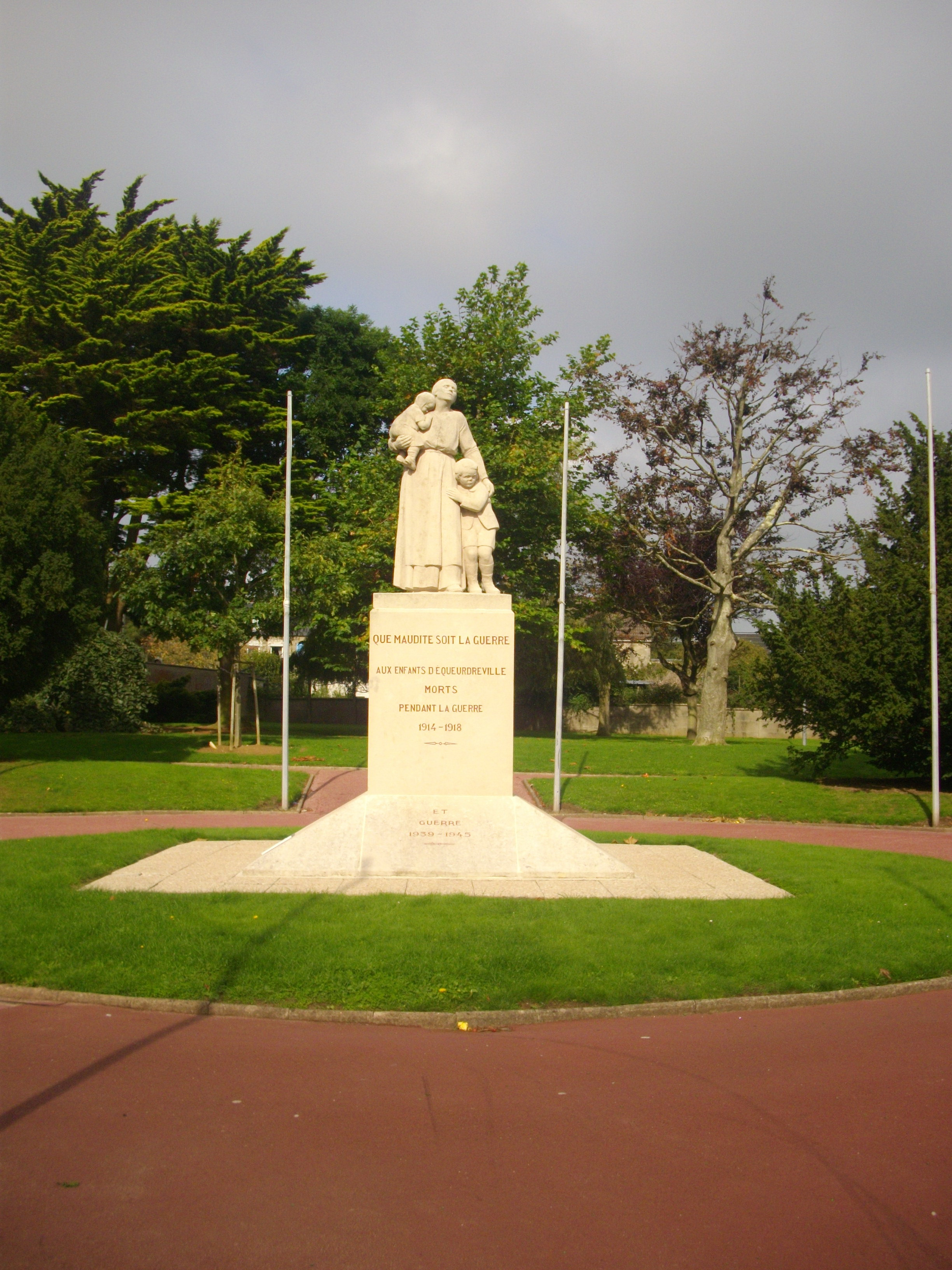
Пам'ятник загиблим у світових війнах
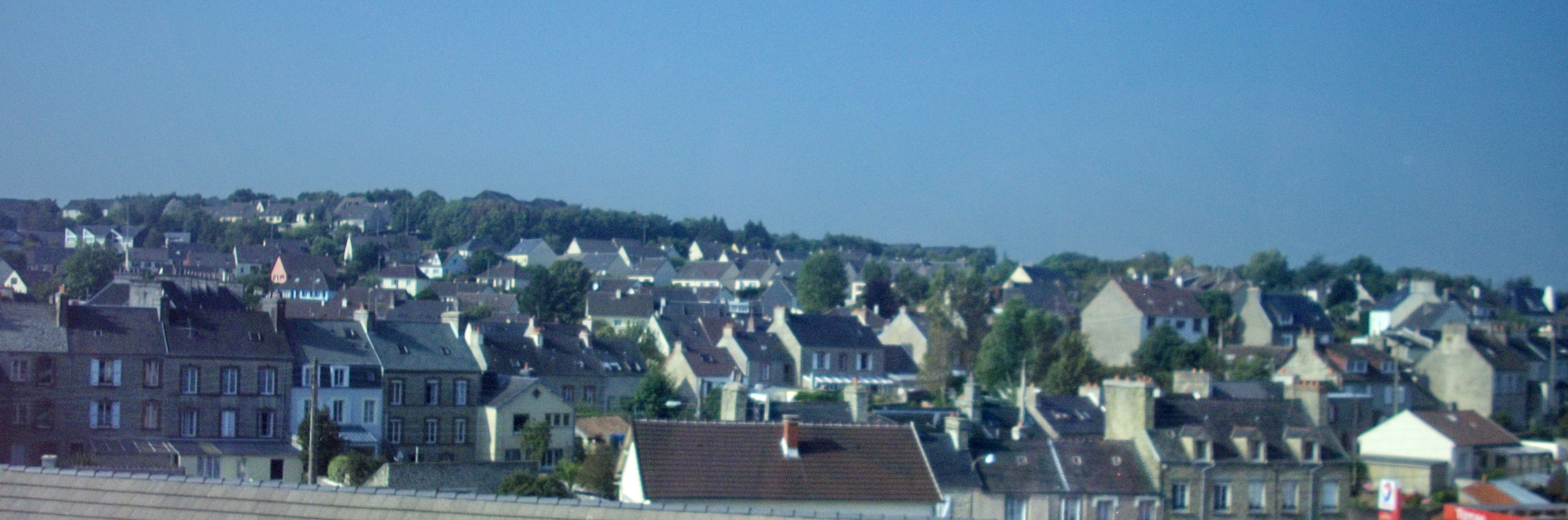
Панорама Екердревіля
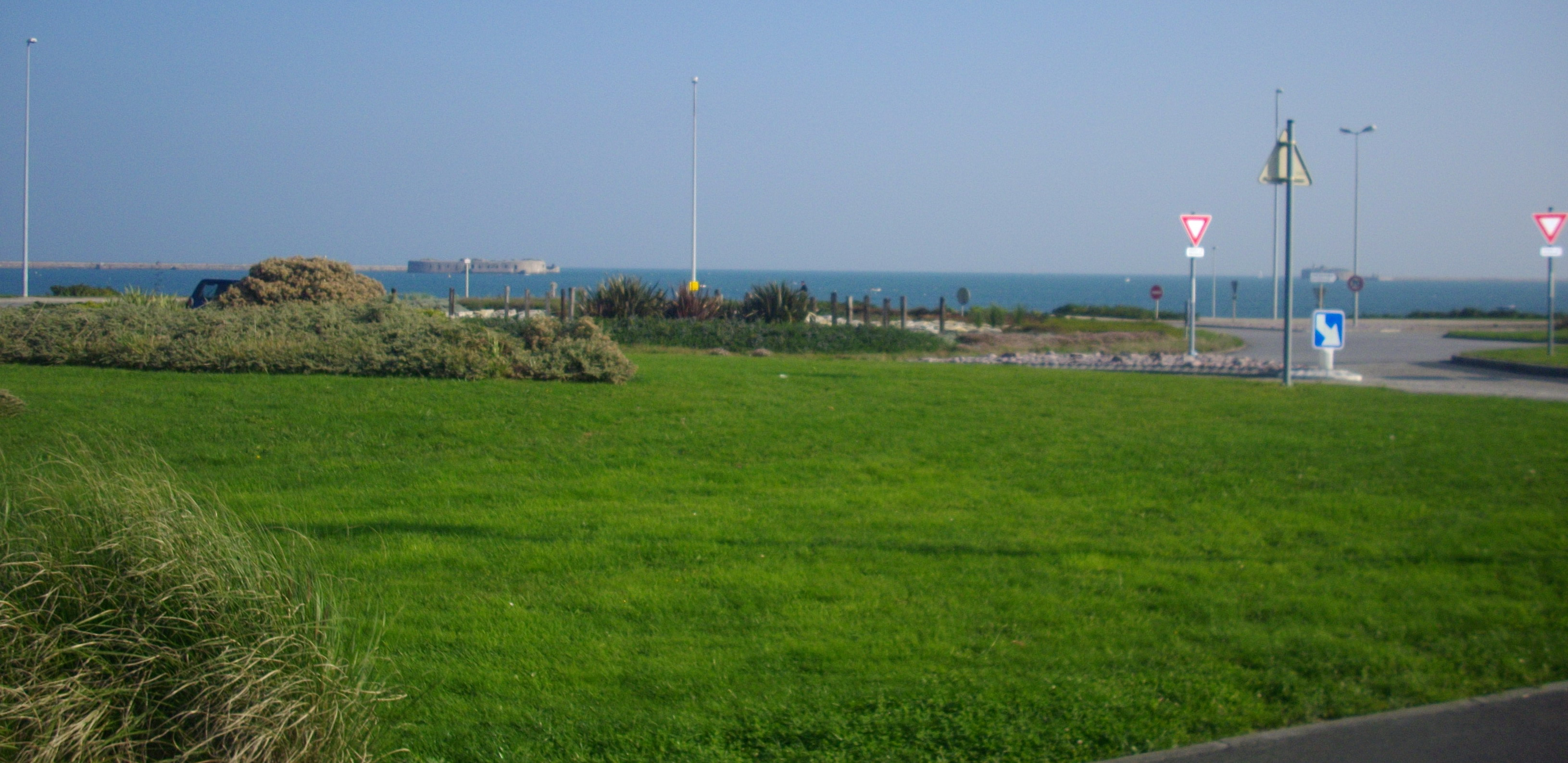
Кільце Брекур, на задньому плані — Шербурська гавань
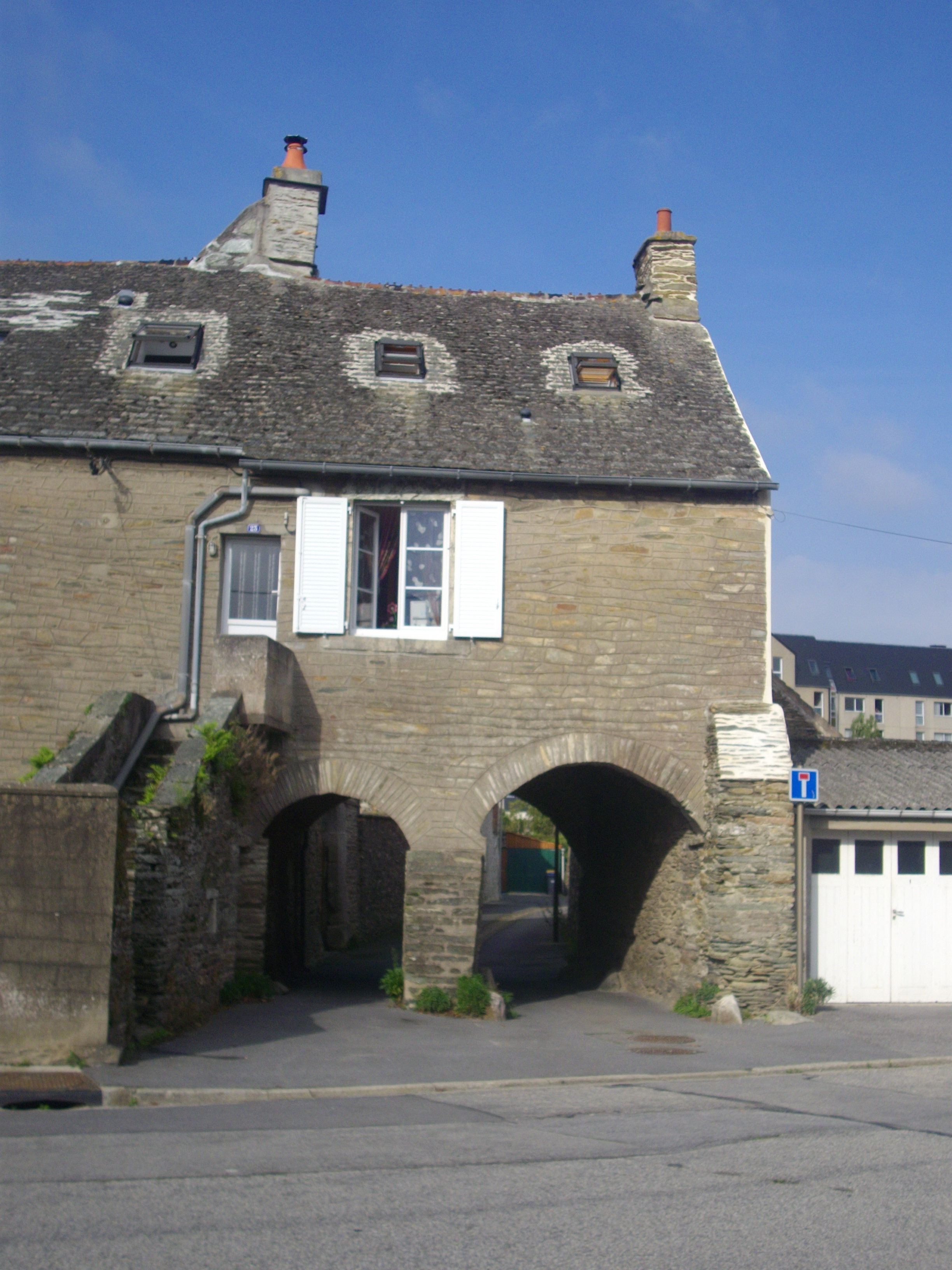
Хутір Буржуа